# Vermilion (Ohio)
Pour les articles homonymes, voir Vermilion.
Vermilion est une ville du comté d'Erié et du comté de Lorain dans l'Ohio, aux États-Unis.

## Situation
Situé à environ 35 miles à l’ouest de Cleveland et à 17 miles à l’est de Sandusky, Vermilion fait partie de la région métropolitaine de Cleveland et de la zone micropolitaine de Sandusky.

## Toponymie
La ville tire son nom de la rivière Vermilion située à proximité.

## Histoire
Vermilion a été initialement colonisé au début du 19ème siècle et incorporé en tant que village en 1837. Il s’est alors développé comme un port de pêche et de petits bateaux donnant sur le lac Érié. En 1847, le Congrès des États-Unis a fait bâtir le phare de Vermilion pour faciliter la navigation sur le lac Érié.
Au fur et à mesure que le commerce se développait dans les grandes villes voisines, la rivière Vermilion s’est avérée insuffisante pour un grand trafic commercial et par contre, la navigation de plaisance est devenue très populaire. Au début du 20e siècle, la région est devenue connue comme une communauté de villégiature, avec de nombreuses plages et bungalows. La plupart des structures ont finalement été converties pour être utilisées toute l’année même si beaucoup sont encore utilisées comme résidences d’été ou de vacances. En 1960, Vermilion est devenue une ville à cheval sur les comtés de comté de Lorain et du comté d'Erié.

## Jumelages
- Paimpol (France)